# Provincia di Phayao
La provincia di Phayao si trova in Thailandia e fa parte del gruppo regionale della Thailandia del Nord. Si estende per 6.335 km², ha 195 004 abitanti (2020) e il capoluogo è il distretto di Mueang Phayao, dove si trova la città principale Phayao, e la densità di popolazione è di 30,78 ab./km².

## Geografia antropica

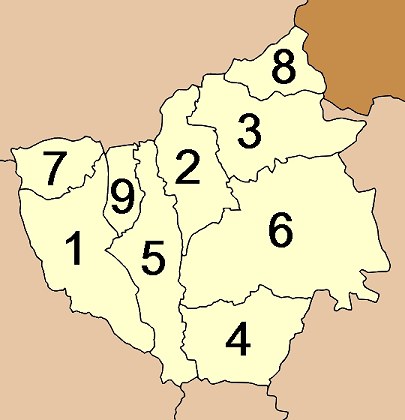
Mappa degli Amphoe

La provincia è suddivisa in 9 distretti (amphoe). Questi a loro volta sono suddivisi in 68 sottodistretti (tambon) e 632 villaggi (muban).
| 1. Mueang Phayao 2. Chun 3. Chiang Kham 4. Chiang Muan 5. Dok Khamtai 6. Pong | 1. Mae Chai 2. Phu Sang 3. Phu Kamyao |

### Amministrazioni comunali
Non vi sono città maggiori, i soli due comuni della provincia che hanno lo status di città minore (thesaban mueang) sono Phayao e Dok Khamtai, che a tutto il 2020 avevano rispettivamente 16 332 e 12 656 residenti. Tra i comuni di sottodistretto (thesaban tambon), il più popoloso era Tha Wang Thong, che aveva 15 726 residenti.